# Eswatini Observer
Der Eswatini Observer, Eigenschreibweise: ESWATINI Observer, (ehemals Swazi Observer) ist eine Tageszeitung in Eswatini. Sie wurde 1981 gegründet und befindet sich im Besitz von Tibiyo Taka Ngwane, einem eswatinischen Staatsfonds, welcher derzeit von König Mswati III. treuhänderisch für die eswatinische Nation gehalten wird und von der Regierung getrennt ist. Der Sitz ist Mbabane, weitere Redaktionen befinden sich in Manzini, Siteki, Piggs Peak und Nhlangano.
Der Eswatini Observer erscheint von Montag bis Freitag unter seinem eigentlichen Namen, samstags unter dem Namen Saturday Observer und sonntags unter dem Namen Sunday Observer. Nach der Umbenennung des Landes von Swaziland zu Eswatini 2018 änderte die Zeitung ebenfalls ihren Namen von Swazi Observer zu Eswatini Observer. Nach eigener Angabe des Eswatini Observers beträgt der Marktanteil der Leserschaft etwa die Hälfte des Printmedienmarktes und richtet sich an alle Altersgruppen.